# ورهام
ورهام (به انگلیسی: Wereham) یک روستا و محله مدنی در بریتانیا است که در King's Lynn and West Norfolk واقع شده‌است. ورهام ۸٫۵۹ کیلومتر مربع مساحت و ۶۶۰ نفر جمعیت دارد.